# وسپرم
شهر وِسپْرِم (به مجاری: Veszprém) مرکز استان وسپرم در کشور مجارستان واقع شده‌است. جمعیت این شهر ۶۲٫۰۲۳ نفر است.

## نگارخانه

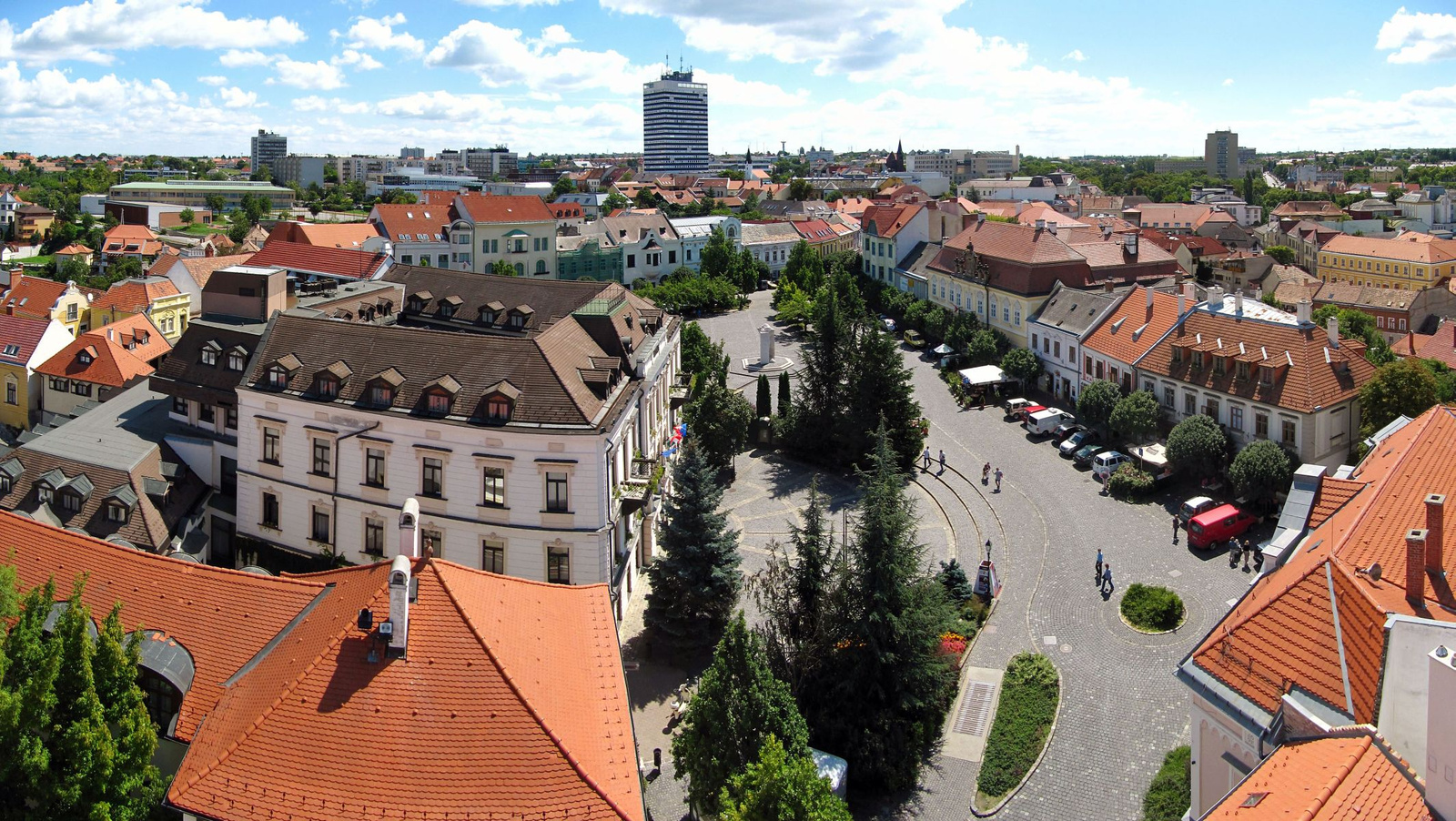
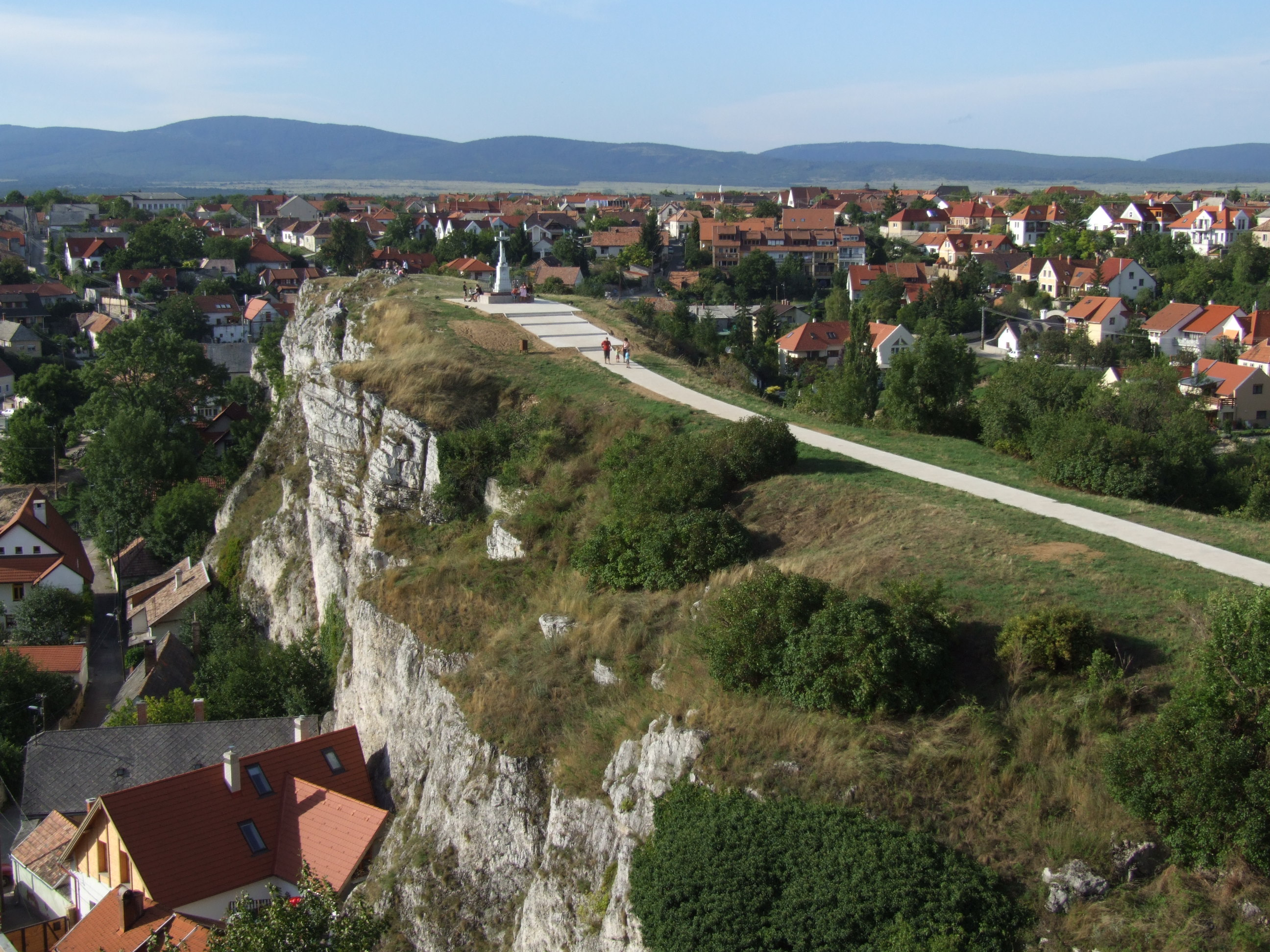
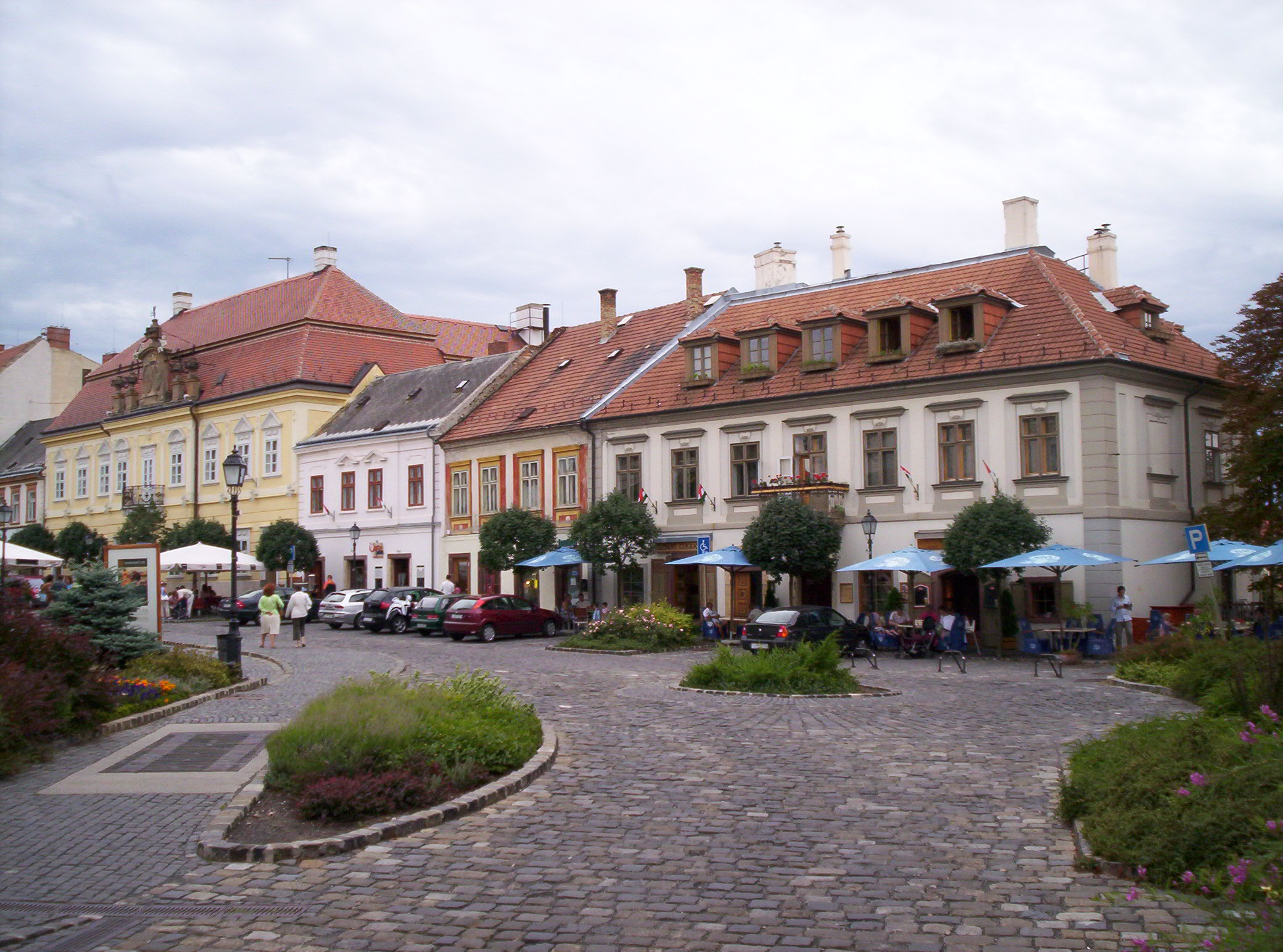
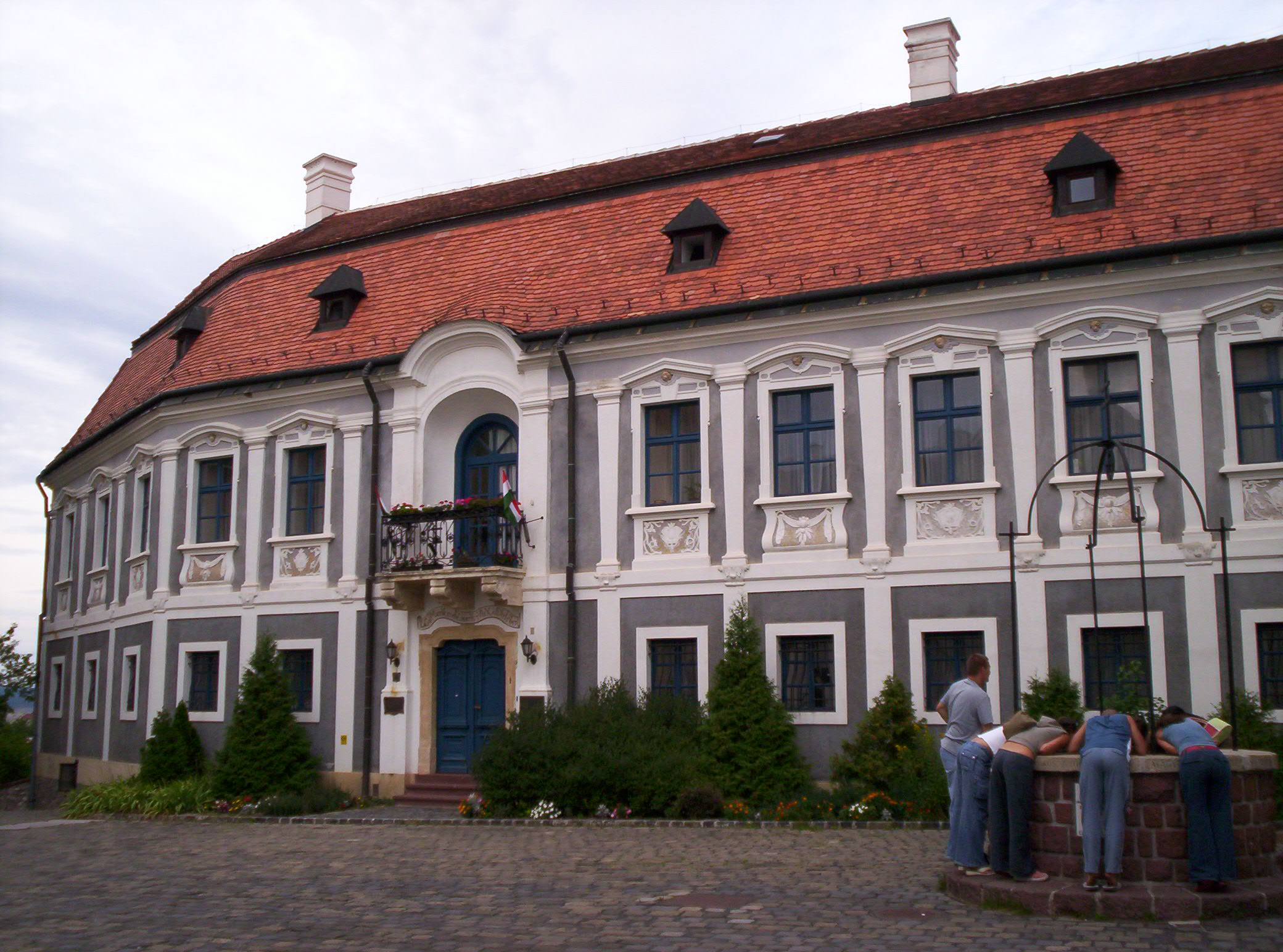
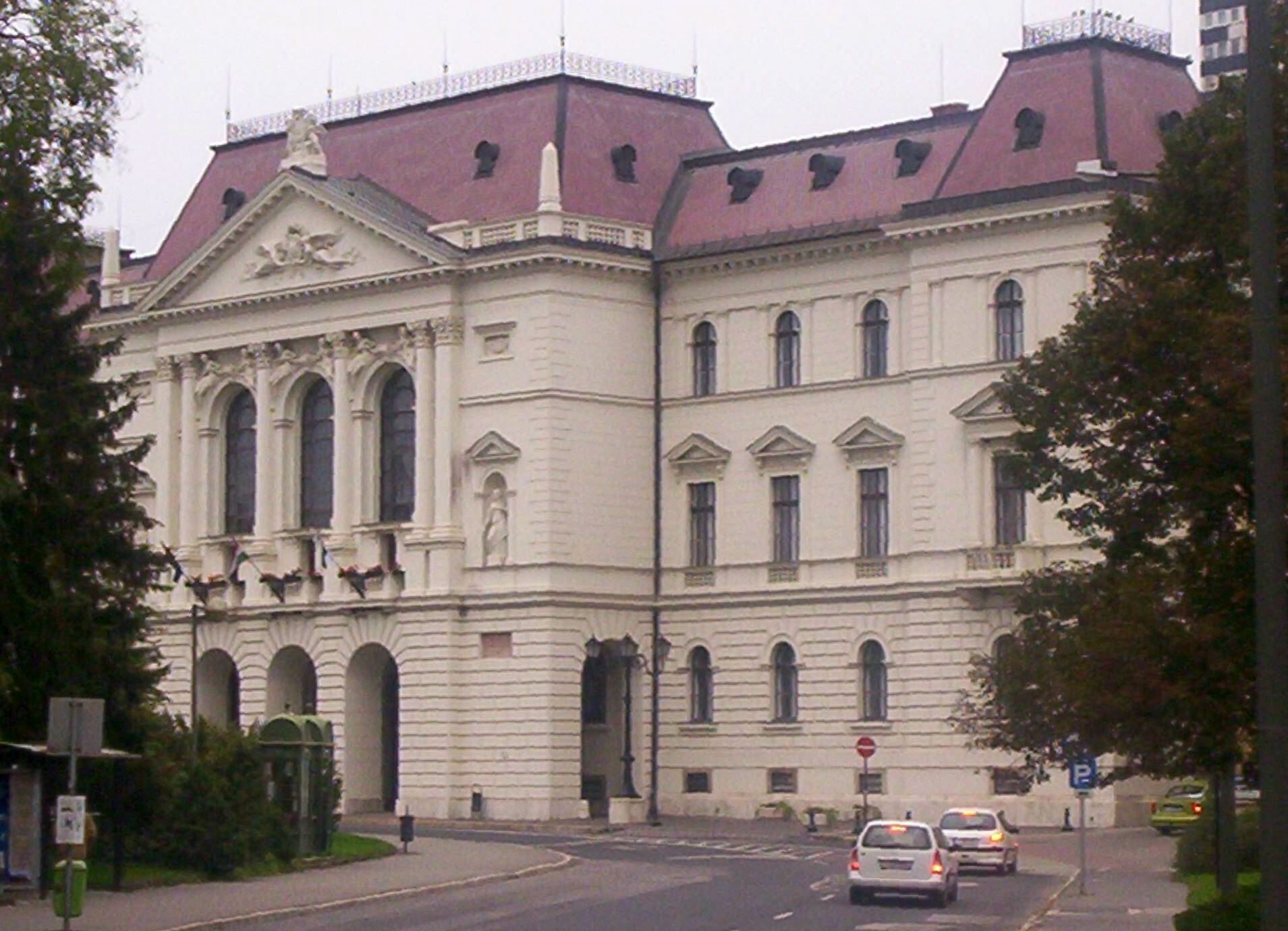
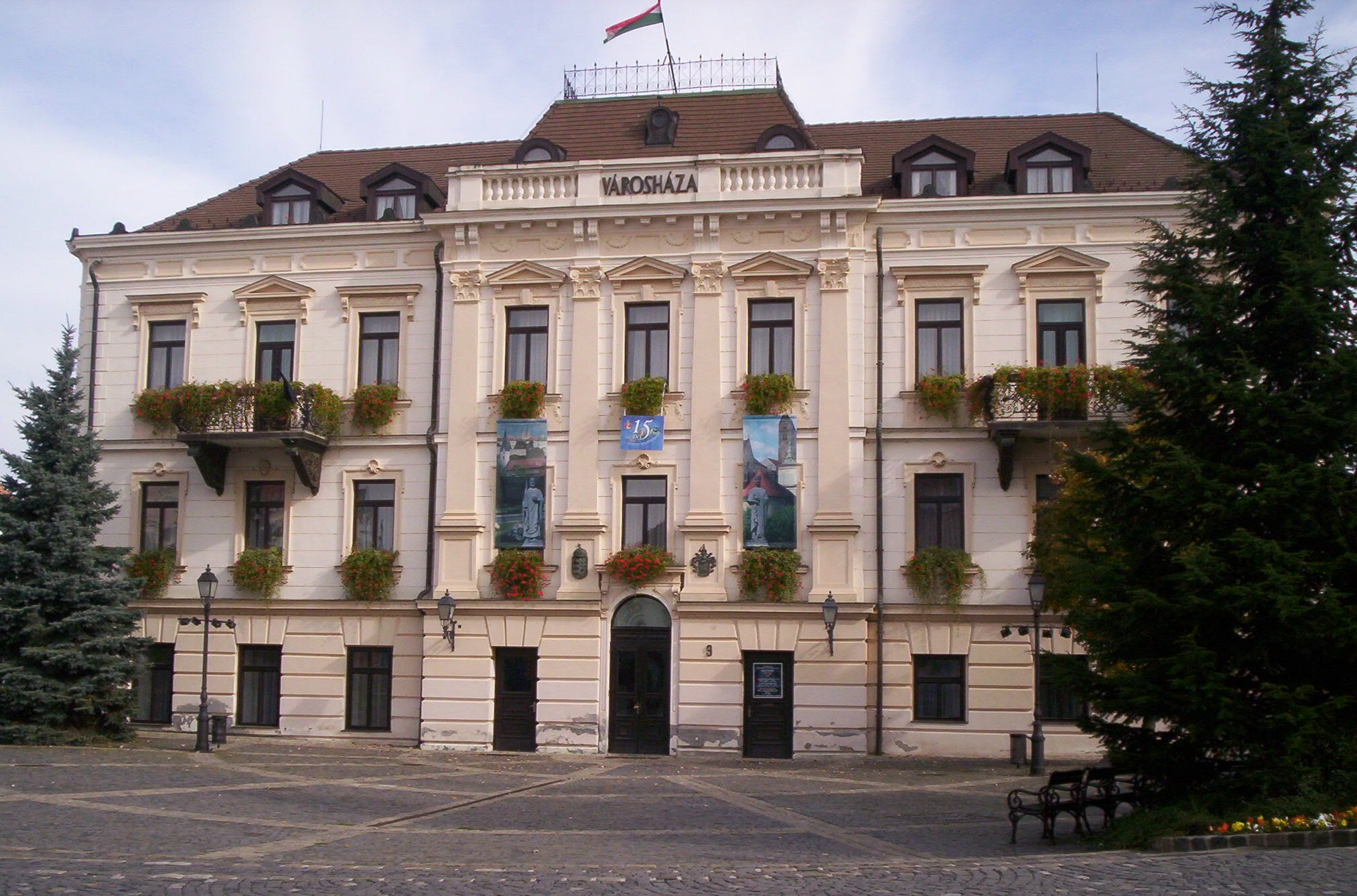